# Eupithecia rubigata
Eupithecia rubigata là một loài bướm đêm trong họ Geometridae.